# سایوز تی‌ام-۸
سایوز-تی‌ام-۸ (به روسی: Союз )(به معنای اتحاد) هشتمین مأموریت سرنشین دار سازمان فضایی شوروی به سمت ایستگاه فضایی میر که بعد از ماموریت قبلی خالی مانده بود محسوب می شود. در طول این ماموریت ۱ فضاپیمای پشتیبانی پروگرس و همچنین سومین قطعه ایستگاه فضایی میر موسوم به کوانت-۲ به ایستگاه میر متصل شدند.

## خدمه مأموریت
| شماره | نام                | ملیت               | تعداد پرواز | نقش عملیاتی | تصویر |
| ۱     | الکساندر ویکتورنکو | اتحاد جماهیر شوروی | ۲           | فرمانده     |       |
| ۲     | الکساندر سربروف    | اتحاد جماهیر شوروی | ۳           | مهندس پرواز |       |